# 聖会話

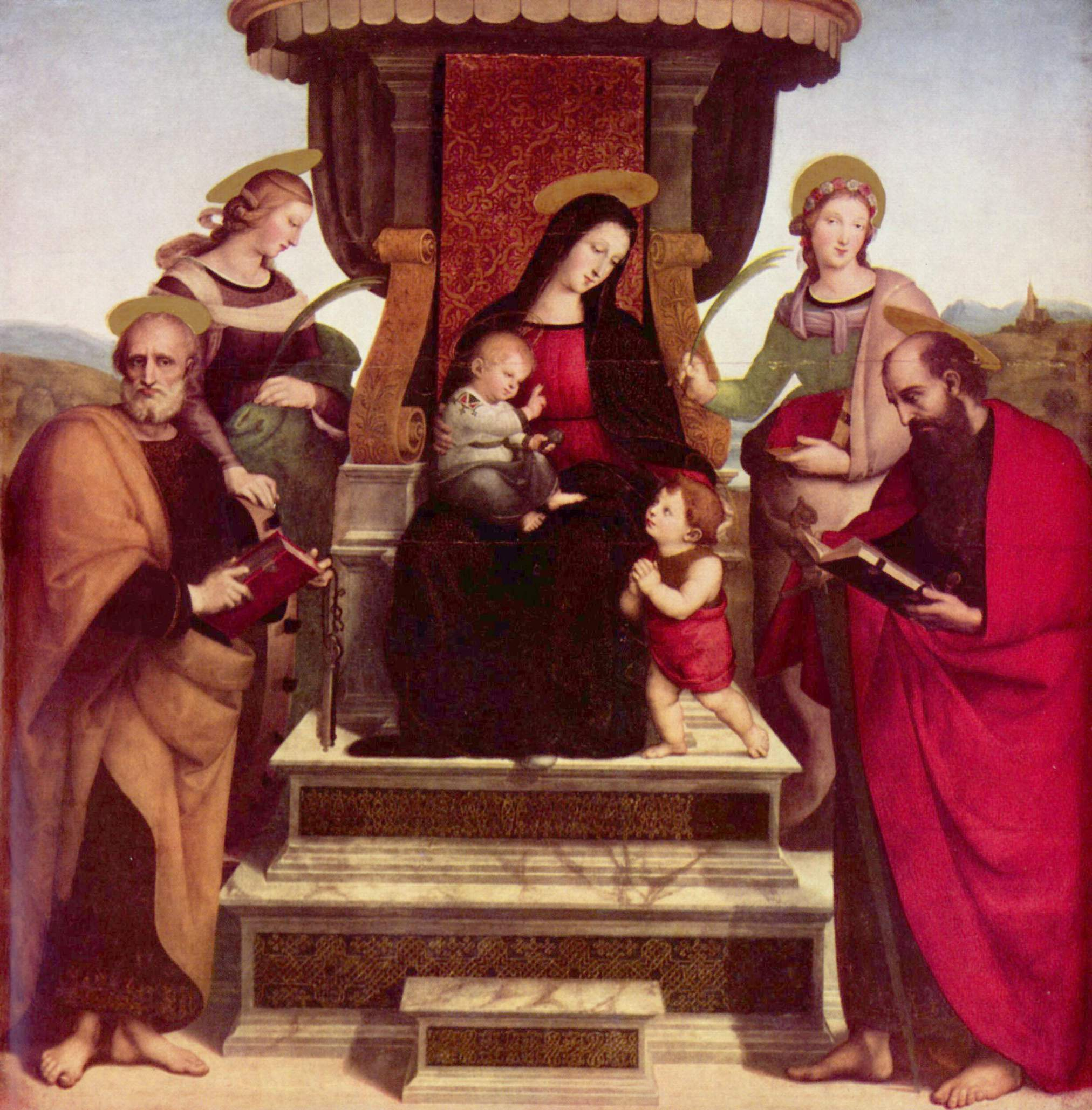
ラファエロ(16世紀初頭): 聖母マリアと幼子キリストと洗礼者ヨハネ、右に聖パウロとマルガリータ、左に聖ペトロと聖カタリーナ(アレクサンドリア)

聖会話 (せいかいわ)はキリスト教の聖像様式あるいは主題のひとつで、特定のエピソードに依らず画面内に聖人を一堂に描いたものを言う。
聖母子を中心に、そのほかの聖人を配置する、聖母子と聖会話が一般的。
イタリア・ルネサンス期にこの様式が生まれる(伊:sacra conversazione)。
それまでは、多翼祭壇画として聖人像を並べるものであった。

## 聖会話を描いた絵画

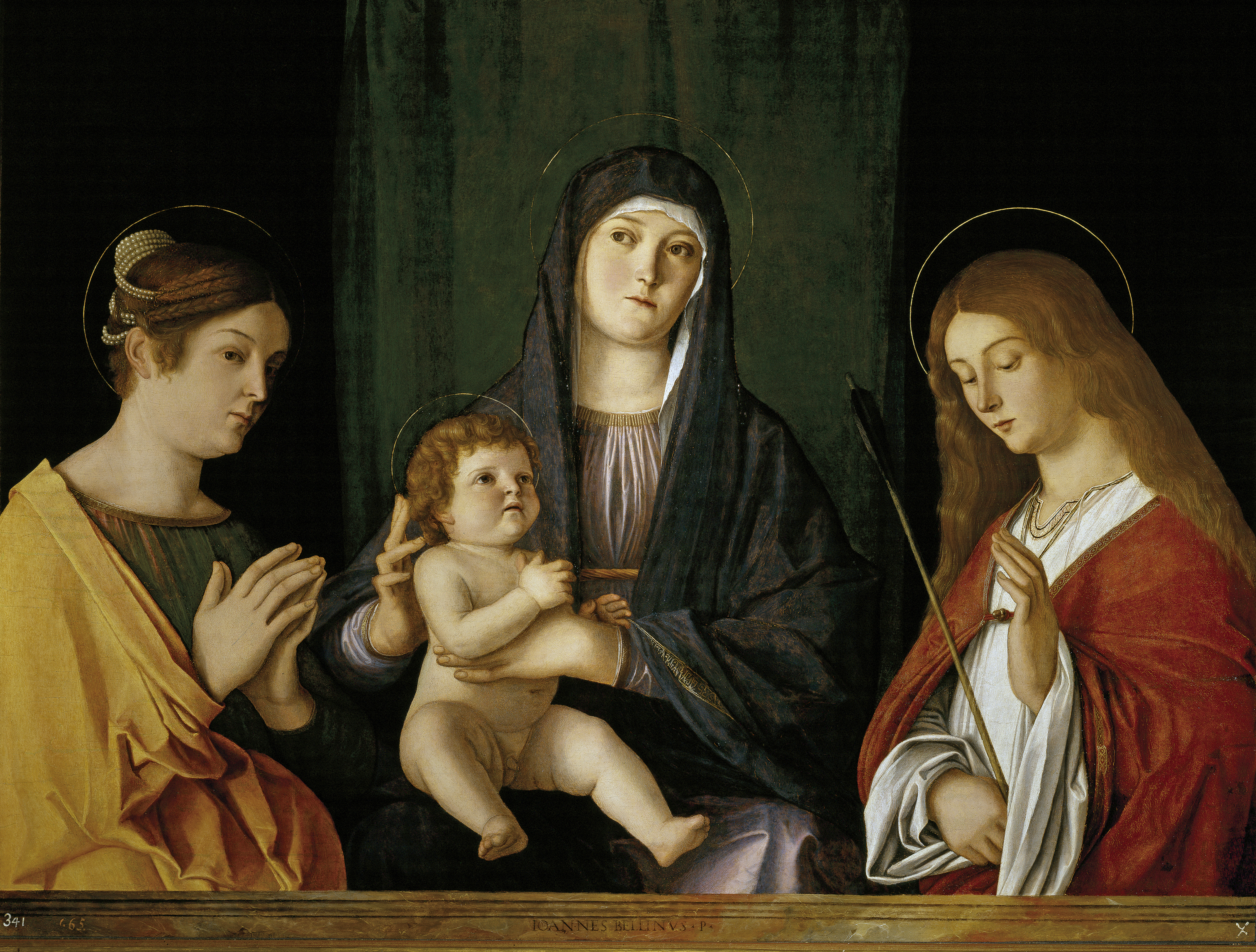
ジョヴァンニ・ベッリーニ『マグダラのマリアと聖ウルスラのいる聖母子』(1490年頃)、プラド美術館 (マドリード)
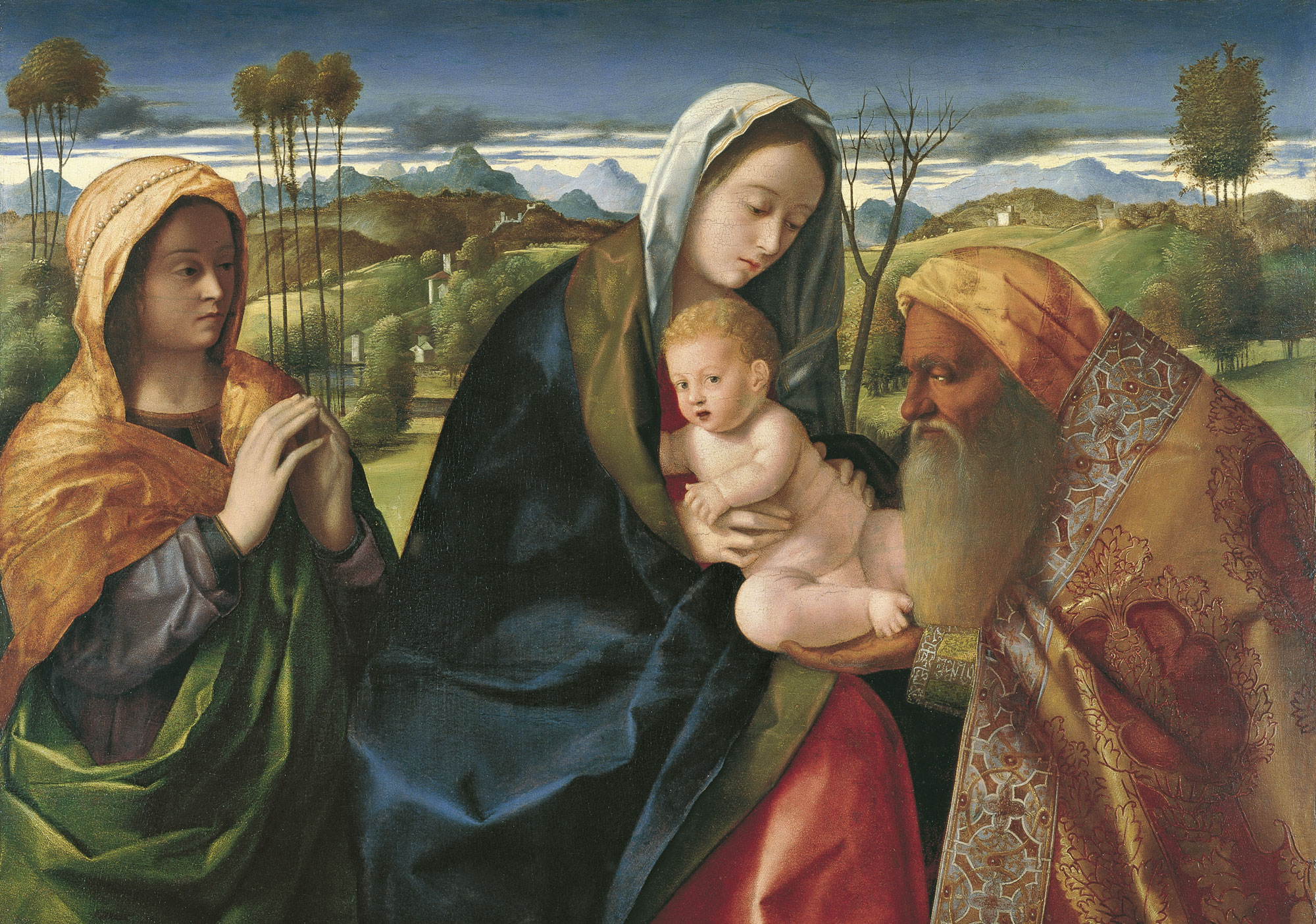
ジョヴァンニ・ベッリーニ『聖会話』(1505-1510年)、ティッセン＝ボルネミッサ美術館 (マドリード)